# Mujer de barro
Mujer de barro, Mudwoman en su título original en inglés, es una novela de 2012 de Joyce Carol Oates. Es una novela de terror psicológico y universitaria, que sigue la experiencia de un rector de la universidad, M. R. Neukirchen, "perseguida por su pasado secreto como hija de un fanático religioso pobre y enfermo mental que intentó ahogarla en una marisma junto al río".

## Desarrollo y contexto
Oates dice que la novela comenzó como una "visión onírica" en la que "Vi a una mujer sentada en una mesa grande con un maquillaje inapropiado y muy pesado que se había secado, como barro, y era más oscuro que su piel". La autora escribió la novela en respuesta a ese sueño, y en una época que fue difícil para ella: su esposo murió mientras redactaba la novela. Kevin Nance del Washington Post describe estas dos influencias como la creación de una novela profundamente autobiográfica.

## Temas y estilo
La novela reflexiona sobre temas de memoria y salud mental. y cuenta con elementos autobiográficos como en otras novelas de la autora, en las que utiliza la exploración ficticia del "mundo brutal de su infancia" como medio para sondear la psique de su protagonista ficticia. Comienza con una "madre psicótica que abandona a sus dos hijas pequeñas para que mueran", y esa escena sigue a M. R. Neukirchen a lo largo de la novela. Emma Hagestadt de The Independent también describió el enfoque de Oates hacia este recurso argumental a menudo repetido en la ficción, acentuado por "el ojo idiosincrásico de Oates para los detalles inquietantes".
En la entrevista de Oates en Inside Higher Ed, se explora cómo la novela refleja y diverge de los desafíos que enfrentan las mujeres académicas en universidades de alto perfil.
Kevin Nance describió la novela como "oscilante entre el realismo y lo surrealista", como muchas de sus otras obras. Nance conecta este enfoque estilístico con la obra de James Joyce, donde lo realista "da paso a extrañas escenas alucinatorias".